# Йордан Йовчев (Годиве)
Йордан Панев Йовчев (Йовев) е български военен и революционер, охридски деец на Вътрешната македоно-одринска революционна организация.

## Биография
Роден е в охридското българско село Годиве, тогава в Османската империя. Присъединява се към ВМОРО и става охридски войвода на Организацията. В 1915 година води серия сражения със сръбски чети. Подофицер е в българската армия и награден е с орден „За храброст“ III степен.